# Col de l’Aiguillon
Der Col de l'Aiguillon ist ein Pass im Schweizer Kanton Waadt zwischen den Orten L'Auberson in der Gemeinde Sainte-Croix und Baulmes. 
Die Passhöhe liegt auf 1293 m. Die Passstrasse hat eine Länge von 13,7 km und eine maximale Steigung von 18 Prozent. Obwohl die Passstrasse ganz auf Schweizer Gebiet liegt, ist die Passhöhe nur 120 m von der Französischen Grenze entfernt. 
Der Felsen zwischen dem Col de l'Aiguillon und dem höchsten Punkt der Aiguilles de Baulmes ist eine beliebte Kletterwand.
Die Jura-Route (V7) von Veloland Schweiz benutzt diesen Pass.